# Estádio Provincial Juan Gilberto Funes
O Estádio Provincial Juan Gilberto Funes é um estádio multi-uso localizado na cidade de La Punta, na província de San Luis, Argentina. Inaugurado em 27 de março de 2003 com um amistoso entre Independiente de Avellaneda e Vélez Sarsfield, a praça esportiva possui capacidade para 15.062 torcedores.
O estádio começou a ser construído em 27 de novembro de 2001 e leva o nome de Juan Gilberto Funes (1963–1992), ex-futebolista argentino que atuava como zagueiro.